# Оппело (Арканзас)
Оппело (англ. Oppelo) — город, расположенный в округе Конуэй (штат Арканзас, США) с населением в 725 человек по статистическим данным переписи 2000 года.

## География
По данным Бюро переписи населения США город Оппело имеет общую площадь в 6,47 квадратных километров, водных ресурсов в черте населённого пункта не имеется.
Город Оппело расположен на высоте 103 метра над уровнем моря.

## Демография
По данным переписи населения 2000 года в Оппело проживало 725 человек, 204 семьи, насчитывалось 258 домашних хозяйств и 285 жилых домов. Средняя плотность населения составляла около 111,5 человек на один квадратный километр. Расовый состав Оппело по данным переписи распределился следующим образом: 98,76 % белых, 0,14 % — чёрных или афроамериканцев, 0,28 % — представителей смешанных рас, 0,83 % — других народностей. Испаноговорящие составили 2,48 % от всех жителей города.
Из 258 домашних хозяйств в 41,1 % — воспитывали детей в возрасте до 18 лет, 67,8 % представляли собой совместно проживающие супружеские пары, в 7,4 % семей женщины проживали без мужей, 20,9 % не имели семей. 16,7 % от общего числа семей на момент переписи жили самостоятельно, при этом 7,0 % составили одинокие пожилые люди в возрасте 65 лет и старше. Средний размер домашнего хозяйства составил 2,81 человек, а средний размер семьи — 3,17 человек.
Население города по возрастному диапазону по данным переписи 2000 года распределилось следующим образом: 28,4 % — жители младше 18 лет, 9,5 % — между 18 и 24 годами, 28,8 % — от 25 до 44 лет, 20,6 % — от 45 до 64 лет и 12,7 % — в возрасте 65 лет и старше. Средний возраст жителей составил 32 года. На каждые 100 женщин в Оппело приходилось 103,7 мужчин, при этом на каждые сто женщин 18 лет и старше приходилось 98,1 мужчин также старше 18 лет.
Средний доход на одно домашнее хозяйство в городе составил 32 202 доллара США, а средний доход на одну семью — 41 667 долларов. При этом мужчины имели средний доход в 32 083 доллара США в год против 19 167 долларов среднегодового дохода у женщин. Доход на душу населения в городе составил 18 674 доллара в год. 10,1 % от всего числа семей в населённом пункте и 13,2 % от всей численности населения находилось на момент переписи населения за чертой бедности, при этом 19,1 % из них были моложе 18 лет и 9,8 % — в возрасте 65 лет и старше.